# نونا یووانوویچ
نونا یووانوویچ (سیریلیک صربی: Невена Јовановић؛ زادهٔ ۳۰ ژوئن ۱۹۹۰) بازیکن بسکتبال زن اهل صربستان است.
وی در مسابقات کشوری و بین‌المللی در مجموع برندهٔ ۲ مدال طلا، ۱ مدال نقره، ۲ مدال برنز شده‌است.